# Regina Duarte

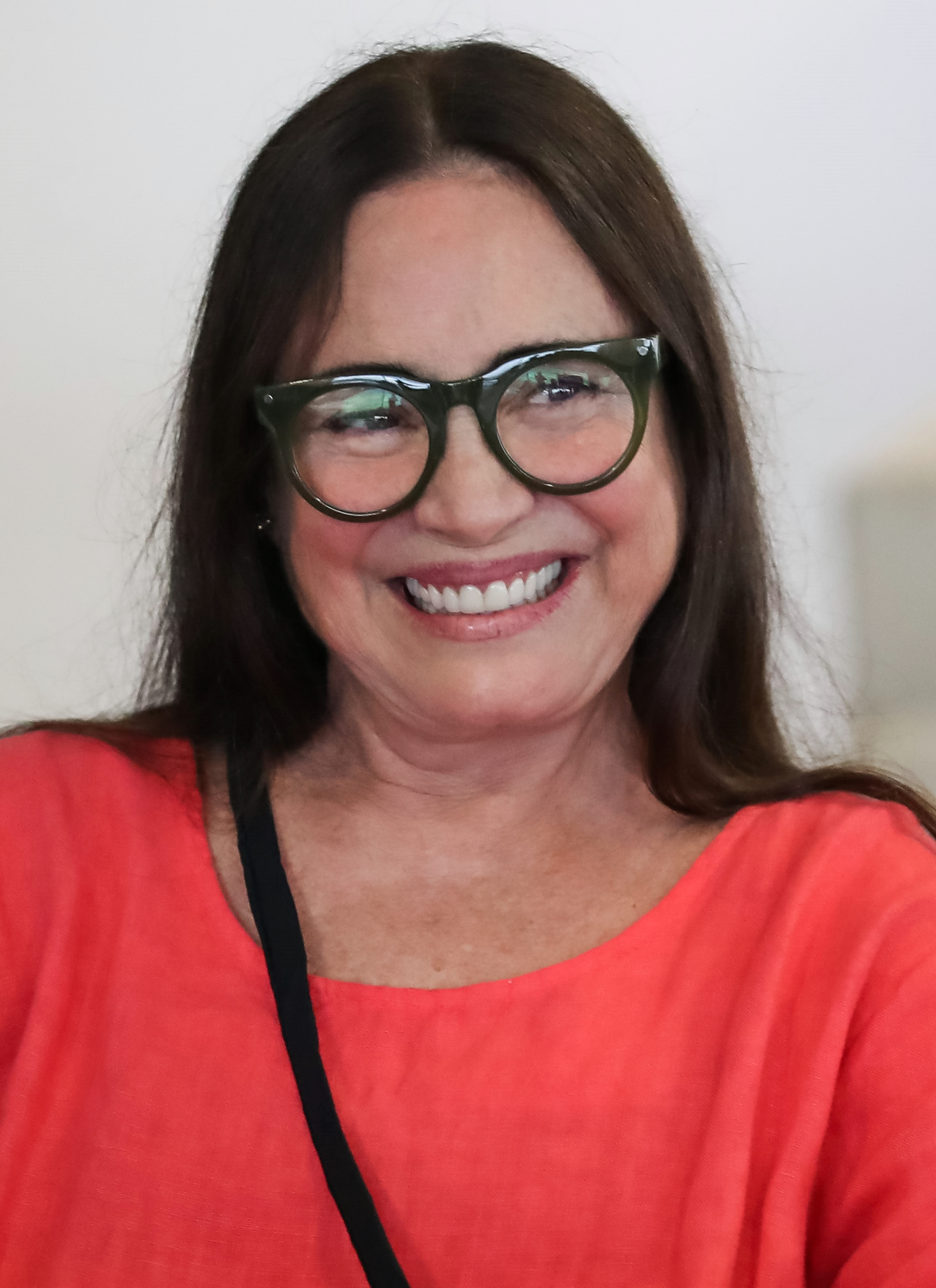
Regina Duarte, 2020

Regina Blois Duarte (anhörenⓘ; geboren am 5. Februar 1947) ist eine brasilianische Schauspielerin, die von März bis Mai 2020 kurzzeitig als Sonderministerin für Kultur in der Regierung von Präsident Jair Bolsonaro tätig war.

## Sonderministerin für Kultur
Nach der Kontroverse um Roberto Alvim und seiner anschließenden Amtsenthebung im Januar 2020 wurde Duarte eingeladen, Sonderministerin für Kultur zu werden. Zunächst lehnte sie ab, doch am 29. Januar gab sie nach einer Sitzung bekannt, dass sie sich entschlossen habe, das Amt anzunehmen. Am 4. März 2020 trat sie ihr Amt als vierte Sonderministerin für Kultur in der Regierung von Jair Bolsonaro an.
In Duartes Amtszeit gab es zahlreiche Kontroversen, die jüngste davon am 7. Mai 2020. In einem Interview mit CNN Brasilien verharmloste Duarte die negativen Aspekte der Militärdiktatur in Brasilien, wie Mord und Folter. Als sie von einer Schauspielkollegin, Maitê Proença, zu ihren Plänen befragt wurde, ob sie Künstlern während der COVID-19-Pandemie zu helfen gedenke, beendete Duarte das Interview abrupt.
Am 20. Mai 2020 postete Bolsonaro ein Video auf Twitter, in dem er zusammen mit Duarte ihre Versetzung von der Sonderministerin für Kultur zur Präsidentin der Cinemateca Brasileira ankündigt, einer Einrichtung in São Paulo, die für den Erhalt der brasilianischen audiovisuellen Produktion zuständig ist. In dem Video erklärt Duarte, dass sie ihre Familie vermisst, obwohl sie in Brasília lebt, und dass eine Versetzung nach São Paulo bedeuten würde, dass sie wieder bei ihren Verwandten leben könnte. Ihr Nachfolger als Sonderminister für Kultur wurde Mário Frias, der sein Amt am 23. Juni 2020 antrat.